# Karolków Rybnowski
Karolków Rybnowski [kaˈrɔlkuf rɨbˈnɔfski] est un village polonais de la gmina de Rybno dans le powiat de Sochaczew et dans la voïvodie de Mazovie.